# 白糸の滝停留所
白糸の滝停留所（しらいとのたきていりゅうじょ）は、かつて北海道札幌市南区にあった定山渓鉄道線の駅（停留所）である。同線の廃線により1969年（昭和44年）に廃駅となった。

## 歴史
1918年（大正7年）の定山渓鉄道線開業後、定山渓温泉を訪れる行楽客が増加し、定山渓駅から離れた温泉街東側にも料理店や温泉宿が建ったこと、近隣の豊平川に建設された一の沢ダムによってできたダム湖「舞鶴の瀞」で貸しボートや屋形船の営業が行われるようになったこと等から、行楽客の利便のため開業した。
温泉街の裏口として、名の通った役者や政界人等が密かに温泉を訪れる際に重宝されたと言われる。
- 1933年（昭和8年）1月7日：開業。
- 1969年（昭和44年）11月1日：定山渓鉄道線廃止に伴い廃駅。

### 停留所名の由来
近隣の定山渓発電所脇の岩肌を伝う白糸の滝から。

## 駅構造
定山渓方面に向かって左側に単式ホーム1本のみを設置する停留所。木造の駅舎を有し、行楽期の乗降客が多かったことから停留所でありながら駅員が配置されていた。
停留所の施設は定山渓発電所の発電用水管と余水路（白糸の滝）の間の狭い土地に設置されていた。

## 駅跡
廃止後空き地となっていたが、1980年（昭和55年）に「北海道秘宝館」という娯楽施設が建設された。それも後に閉館し、一部は国道230号の拡幅用地となった。じょうてつバスの同名の停留所「白糸の滝」が駅跡の前にある。

## 隣の駅
定山渓鉄道
定山渓鉄道線
錦橋駅 - 白糸の滝停留所 - 定山渓駅